# Arouca (football)
Pour les articles homonymes, voir Arouca (homonymie).
Marcos Arouca da Silva, mieux connu comme Arouca, né à Duas Barras (Rio de Janeiro) le 11 août 1986, est un footballeur brésilien qui joue comme un milieu de terrain défensif.

## Carrière
Arouca a commencé sa carrière en jouant dans les équipes de jeunes Fluminense quand j'avais onze ans, où il est resté jusqu'à ce que le dix-septième. Il a remporté plusieurs titres et a fini par être convoqué à plusieurs reprises aux équipes basées au Brésil. Il a été effectué dans l'équipe principale en 2003, où il est resté jusqu'en 2008, où il a fait un travail considéré comme bon.
Il a été libéré dans la première équipe par l'entraîneur Abel Braga et est devenu l'équipe révélation. Il était Championnat de Rio de Janeiro Champion de football 2005, où il a joué comme un démarreur. Brasileirão dans la même année, où Fluminense a atteint la cinquième position, Arouca a contribué à l'Award Craque do Brasileirão dans la catégorie "milieu de terrain défensif", en prenant la troisième position.
En 2007, il a remporté la Coupe du Brésil, et est également venu à la 4ème place dans le Championnat Brésilien. L'année suivante, faisait partie de la campagne tricolore qui a atteint le runner-up de la Libertadores, après avoir perdu contre LDU aux tirs au but.
En Septembre 2008, il a complété 200 matchs avec le maillot du club de Rio.
En 2009, il frappe son déménagement à São Paulo, donc sur le banc, mais toujours joué encore une Copa Libertadores. Comme l'équipe du joueur a été malheureux dans la réserve, les dirigeants de São Paulo sont convenus de procéder à un prêt à Santos pour un an, à un échange avec Rodrigo Souto.

### Santos

#### 2010
En 2010, le champion de São Paulo avec Santos. Le joueur est tombé à travers la foule quand, à la fin du match contre Santo André, Arouca sauvé un but sur la ligne. A ce moment du match Santos avait deux joueurs moins et perdu par 3 à 2. A la fin de la saison, il a été élu par la FPF la meilleure compétition de roue. Plus tard, il serait important de gagner la Coupe de Brésil avec Santos.
En Juillet avait sa passe acheté à la signature finale avec l'équipe de Vila Belmiro jusqu'en Août 2014 le Poisson payé R$ 8 millions à São Paulo et la société qui détenait 50 % des droits sur le joueur. Maintenant, le Alvinegro a droit à 90 % des ressources qui seront acquises dans les négociations futures. L'autre 10 % est le joueur lui-même.
Plus tard cette année, il est arrivé deuxième dans la catégorie roue dans le Prix Craque do Brasileirão.

#### 2011
Au début de 2011, Arouca était hors de l'équipe pour plusieurs matchs en raison de blessures musculaires. Il est retourné à l'alignement de départ dans l'un des matches décisifs de l'année, contre Cerro Porteno au Paraguay jeu dans lequel les Saints nécessaires pour gagner à suivre avec une chance de se qualifier pour les huitièmes de finale de la Copa Libertadores. Le jeu est terminé 2-1 pour le poisson avec une grande performance de l'équipe.
Même l'un des joueurs les plus décisifs de Santos, Arouca n'avait jamais marqué un but pour l'équipe. Son premier but avec le maillot de poisson, vient de se passer dans la finale du Paulistão contre Corinthians. Les Saints ont remporté le match par 2-1 au champion Sao Paulo couronné 2010-11. Cet objectif avait un détail curieux, Arouca déclaré avoir un rêve qui allait marquer son premier but en tant que joueur juste Santos cette fin, ce qui est arrivé. Outre l'objectif avait encore de belles performances, jouer à la balle à la barre transversale.
Quelques mois plus tard, il a été champion de la Copa Libertadores 2011, après Santos a battu Penarol de l'Uruguay, au Stade de Pacaembu, par 2-1, en donnant une aide à l'objectif de Neymar dans le match final.
Avec de grandes performances dans des matchs décisifs en peu de temps Arouca est devenu l'unanimité parmi les fans de Santos. Dans un sondage réalisé par cabinet de conseil et de marketing Sport+Mark, Arouca est apparu parmi les joueurs activité la plus aimée de Santos fans, surpassant les idoles comme Elano et Leo.

#### 2012
Dans la saison, il célèbre son centenaire, l'équipe Santos a commencé Paulistão la pression  pour de bons résultats, parce que l'équipe était une défaite émotive contre Barcelona en finale de la Coupe du Monde des Clubs. Le groupe savait match dans le champ, pour atteindre à la conquête de Paulistão et ses principaux faits saillants Neymar, Ganso et Arouca lui-même, qui a fait son deuxième but avec alvinegra chemise dans le match contre Guarani. Ces performances ont gagné les joueurs de nombreux compliments, ce qui augmente la pression sur l'entraîneur de l'équipe brésilienne, Mano Menezes, pour la convocation de la roue.
Dans une interview avec Globo Esporte, Arouca a dit qu'il allait à travers la meilleure phase de sa carrière, avec l'objectif principal étant la Coupe du Monde 2014.
A la fin de la saison, Arouca a un solde positif de 2012, en disant que, outre les réalisations collectives de trois Championnat de São Paulo, longtemps inédit, et  Recopa Sudamericana avec le club, ont également rejoint l'équipe nationale "était un rêve devenu réalité et [quelque] continuer dans le groupe ".

### Palmeiras
En Janvier ici à 2015 Arouca déposé une plainte contre Santos pour les salaires projet de loi et les droits d'image en retard. Après son action se voir refuser la justice à deux reprises, Arouca a conclu un accord avec Santos de mettre fin à son contrat. Le 30 janvier 2015, il a signé avec Palmeiras pour quatre saisons.
Après avoir été Paulista runner-up pour Palmeiras, Arouca a été voté par la FPF l'un des meilleurs concours de mouche, et également inclus dans la sélection de la ligue.
Il a été couronné champion de la Coupe du Brésil 2015, remportant la finale de son ancienne équipe, Santos, 2-1 (deux buts de Dudu). Palmeiras a remporté 4-3 aux tirs au but.
En 2016, il a remporté le Championnat du Brésil.

## Équipe du Brésil
Un des grands moments de la carrière du joueur est venu le 23 août 2012, quand Arouca a été convoqué pour la première fois par la sélection brésilienne.
Le prochain appel de « Canarinho », pour le match amical contre l'Italie et la Russie en Mars 2013, Arouca juste à côté de la liste. Au volant en question ont été passés au-dessus en raison de son échec dans le jeu précédent ou non, « Bien sûr, je voulais être sur appel, mais je ne vais pas baisser la tête à cause de cela (je ne l'ai pas souvenir). Au contraire, car cela sert de motivation pour moi. Il est quelque chose qui me fait continuer à travailler dur et me consacrer à de nouvelles possibilités à l'avenir ». La forte motivation, à son tour, vient de Arouca en effet été une présence constante dans les listes récentes de Mano Menezes avant de quitter le bureau et les débuts de Luiz Felipe Scolari dans la sélection.

## Palmarès

### Fluminense
- Coupe Rio: 2005
- Championnat de Rio de Janeiro: 2005
- Coupe de Brésil:  2007

### Santos
- Championnat de São Paulo: 2010, 2011, 2012
- Coupe de Brésil: 2010
- Copa Libertadores: 2011
- Recopa Sudamericana: 2012

### Palmeiras
- Coupe de Brésil: 2015
- Championnat du Brésil: 2016

### Équipe de Brésil
- Coupe du monde de football des moins de 17 ans: 2003
- Superclásico de las Américas: 2012

### Distinctions Individuelles
- Meilleur milieu défensif du Championnat de São Paulo: 2014
- Sélection du Championnat de São Paulo: 2014, 2015